# Орталык Казахстан
Орталы́к Казахста́н (каз. Орталық Қазақстан — Центральный Казахстан) — казахстанская государственная областная информационная газета. Одно из самых популярных казахоязычных изданий в Караганде. Распространяется по подписке и в розницу. Во времена СССР — печатный орган Карагандинского областного комитета КП Казахстана и областного Совета народных депутатов.

## История
Издаётся с 4 октября 1931 года, когда вышла под названием «Қарағанды пролетариаты» (Пролетариат Караганды). Основателями были казахские писатели Габиден Мустафин, Альжаппар Абишев и Саттар Ерубаев. 18 января 1938 года выпускалась под названием «Советтік Қазақстан» (Советский Казахстан). Нынешнее своё название газета получила 1 мая 1963 года.
В газете публиковались Сабит Муканов и Беимбет Майлин.
В 1981 году газета была награждена орденом Трудового Красного Знамени.
С газетой сотрудничали Г. Мустафин, А. Абишев, С. Ерубаев, Г. Игенсартов, в газете работали А. Карагулов, К. Усебаев, Б. Тайкиманов, Р. Сулейменов, А. Больдекбаев, Р. Сагымбеков и др.
С 1980 года на приз газеты проводились массовые старты по конькам.

## Настоящее время
Газета «Орталык Казахстан» является победителем республиканских и союзных конкурсов. В 2002 году стала лауреатом премии Союза журналистов Казахстана.
В 2007 году стала лауреатом премии «Алтын жулдыз» в номинации «Лучшая региональная газета на казахском языке».
В 2016 году в рамках комплексного плана приватизации газета оказалась в числе государственных СМИ, выставленных на торги.
В 2020 году объединена с газетой «Индустриальная Караганда» в медиахолдинг «Saryarka Akparat».

## Главные редакторы
- Хамит Садыков (1931—?)
- Жусупов Тлеухан Ажбабинович (1982 - 1988)
- Нурмахан Оразбеков (1988—1991)
- Магауия Сембай (1999—2019)
- Камбар Ахметов (2019—2020)
- Ерсин Мусабеков (с 2020)